# 安倍氏主
安倍 氏主（あべ の うじぬし）は、平安時代初期の貴族。正六位上・安倍友上の子。官位は従五位下・三河守。

## 経歴
淳和朝では皇太子・正良親王（のち仁明天皇）の春宮帯刀舎人を務める。
承和11年（844年）従五位下に叙爵し、翌承和12年（845年）遠江守に任ぜられるが、のちに官使に罪を問われて解任される。三河守を務めていた嘉祥2年（849年）には、仁明天皇が40歳になったのを祝賀するために、白馬40匹・牛40頭・支子40斛を朝廷に献上している。文徳朝の仁寿3年（853年）再び三河守に任ぜられ、任期満了後の天安元年（857年）三河守に三度再任されるなど、専ら東海地方の地方官を歴任した。
天安2年（858年）6月15日卒去。享年65。最終官位は三河守従五位下。

## 人物
若い頃から仁義を重んじる性格で博徒と交流を持った。騎射に非常に優れ、身軽で敏捷な様子はまるで飛ぶが如くであった。夜に盗賊を追捕し胸を負傷して戻っても、翌日には再び山々で盗賊の捜索を行ったという。

## 官歴
『六国史』による。
- 時期不詳：正六位上
- 承和11年（844年） 2月8日：従五位下
- 承和12年（845年） 正月11日：遠江守
- 嘉祥2年（849年） 8月11日：見三河守
- 仁寿3年（853年） 正月16日：三河守
- 天安元年（857年） 3月2日：三河守
- 天安2年（858年） 6月15日：卒去（三河守従五位下）

## 系譜
- 父：安倍友上[2]
- 母：不詳
- 生母不明の子女
  - 男子：安倍三寅[3]
  - 男子：安倍肱主[3]
  - 女子：藤原公利室[4]